# Isak (Bibeln)

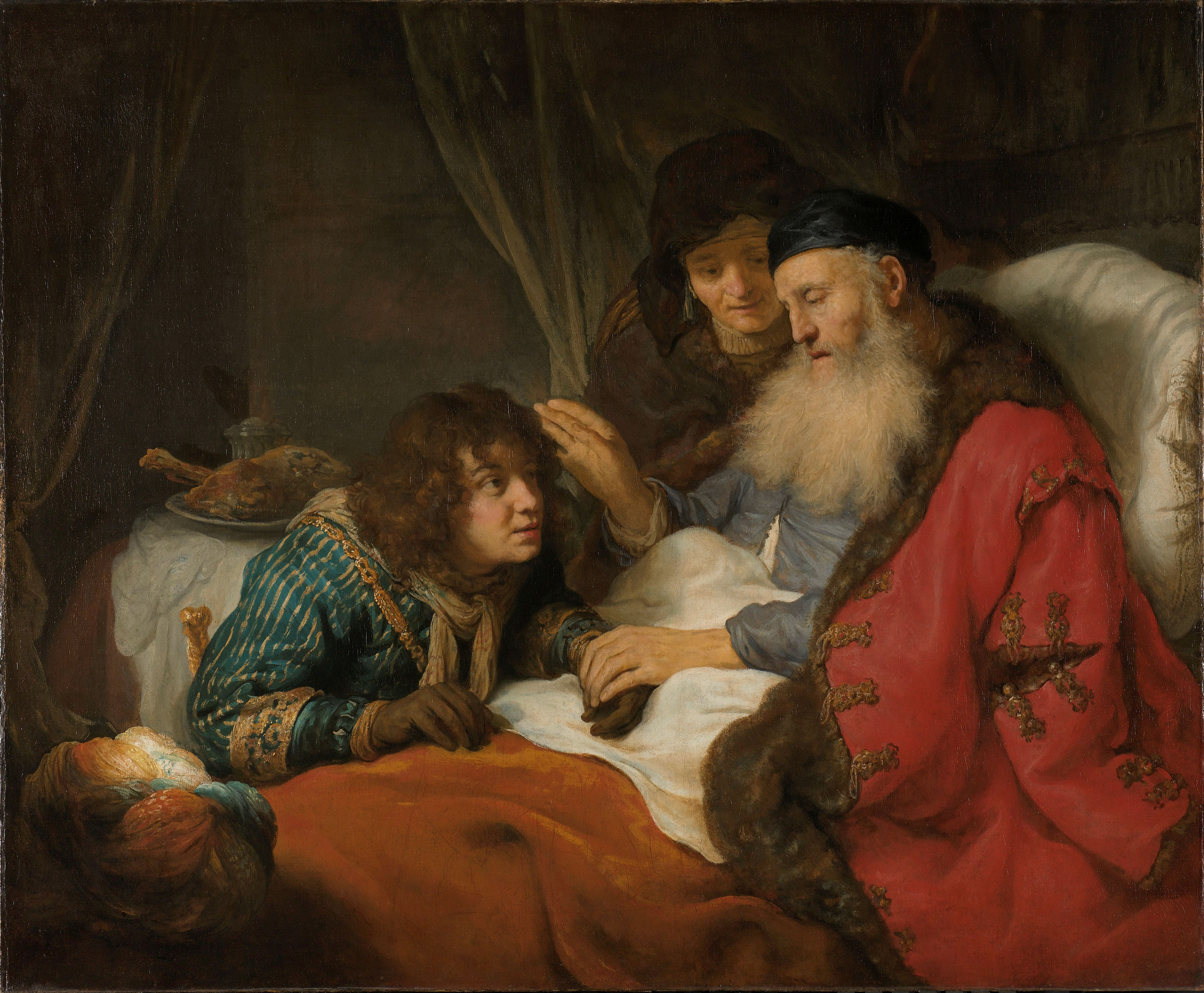
"Isak välsignar Jakob", målning av Govert Flinck (Rijksmuseum Amsterdam).

Isak (hebreiska: יִצְחָק, Yitzchak, arabiska: إسحٰق, ʾIsḥāq) är en biblisk gestalt. Han omnämns i Gamla Testamentet och var den andre av de tre israelitiska patriarkerna. Han var son till Abraham och Sara. Ismael var hans halvbror.
Isaks namn betyder "han kommer att skratta", vilket återspeglar Abrahams och Saras skratt, i misstro, när Gud berättade för dem att de skulle få ett barn.
Gud prövade Abraham genom att beordra honom att offra Isak på Moria berg, men detta återkallades i sista stund.
Isak gifte sig med Rebecka och fick sönerna Esau och Jakob. Han levde som nomad i trakten av Beer Sheva, men sägs även ha vistats i Gerar.  Första Mosebok anger att han jämte sina föräldrar, hustru och efterkommande är begravd i Makpelagrottan, Hebron.